# Ligue des électeurs pour la conservation
La Ligue des électeurs pour la conservation (League of Conservation Voters, LCV) est une organisation écologiste américaine fondée en 1970 par Marion Edey. Elle opère en tant qu'organisation à but non lucratif 501(c)(4), mais aussi en tant que comité d'action politique.
Basée à Washington (district de Columbia), elle a pour mission de promouvoir des candidats et des politiques favorables à la conservation de l'environnement. Bien que se présentant comme non partisane, plusieurs observateurs remarquent chez elle des tendances marquées en faveur des démocrates.

## Historique
La Ligue des électeurs pour la conservation est fondée en tant qu'organisation à but non lucratif 501(c)(4) en 1970 par Marion Edey, inspirée par David Brower après sa démission du Sierra Club. Elle est basée à Washington (district de Columbia) et est également composée, en plus du 501(c)(4), d'un comité d'action politique (PAC) et d'un super PAC.
La LCV joue rapidement un rôle dans plusieurs élections en aidant à élire des candidats écologistes et à vaincre des opposants à la conservation de l'environnement. Bien que l'organisation soit initialement liée à aux Amis de la Terre, elle doit en devenir indépendante pour respecter les lois sur le financement des campagnes électorales.
En 2012, ses dirigeants sont Gene Karpinski (président) et Navin Nayak (vice-président des campagnes).

## Actions
La Ligue des électeurs pour la conservation établit une évaluation annuelle des votes des membres du Congrès sur les questions environnementales via sa National Environmental Scorecard et publie annuellement une liste de politiciens à battre appelée « Dirty Dozen »,.
Entre 2002 et 2012, elle investit plus d'un million de dollars en lobbying.
En 2012, elle dépense environ 36 millions de dollars dans le financement de campagnes électorales, dont 10,8 millions de dollars en publicités politiques indépendantes visant à influencer les élections fédérales, notamment en attaquant les candidats républicains opposés à la régulation environnementale et en promouvant des candidats démocrates pro-environnement,.
En 2014, la LCV lance une campagne publicitaire télévisée de plus de 220 000 dollars au New Hampshire pour critiquer le républicain Scott Brown, ancien sénateur du Massachusetts, qui envisage alors de se présenter contre la sénatrice démocrate Jeanne Shaheen.
En 2015, la LCV mène une campagne en coalition avec l'Earth Day Network, le Southwest Voter Registration Education Project et le NAACP National Voter Fund pour enregistrer un million de nouveaux électeurs sensibilisés aux enjeux climatiques. Cette initiative vise à augmenter la participation électorale en ciblant particulièrement les communautés sous-représentées, comme les Noirs, les Latinos, les femmes et les étudiants, notamment dans des swing states comme la Floride, l'Ohio et la Pennsylvanie. La campagne se concentre sur l'éducation des électeurs sur le changement climatique, sans endosser de candidats spécifiques, et utilise diverses stratégies de mobilisation, allant du porte-à-porte aux envois postaux directs.
En 2018, la LCV annonce un investissement record de plus de 60 millions de dollars pour soutenir des candidats alignés sur les enjeux environnementaux lors des élections de mi-mandat. Cette somme comprend plus de 25 millions pour des publicités au Sénat et à la Chambre des représentants, 25 millions pour des élections au niveau des États, et 10 millions pour des campagnes de financement. La LCV vise à mobiliser les électeurs contre les politiques de l'administration Trump, qui ont entraîné des reculs en matière de protection de l'environnement. Plus de 1 400 candidats ont adhéré à son engagement « Clean Energy for All », visant une dépendance totale à l'énergie durable d'ici 2050.

## Fonds
La majorité des dépenses de la LCV sont effectuées par le 501(c)(4), qui n'a pas à divulguer ses donateurs.
En 2013, elle est principalement soutenue par des dons anonymes. Elle reçoit 2,6 millions de dollars du Green Tech Action Fund et 2 millions de dollars de l'Advocacy Fund.

## Positionnement
D'après les chercheurs en science politique Patrick Fisher et Michael Taylor, bien que la Ligue des électeurs pour la conservation se présente comme une organisation non partisane, ses scores révèlent des tendances partisanes marquées. Depuis les années 1990, les démocrates ont généralement des scores beaucoup plus élevés que les républicains au sein de l'évaluation annuelle des votes des membres du Congrès sur les questions environnementales par la LCV. Selon le Center for Public Integrity, elle soutient principalement des candidats pro-environnementaux, en majorité démocrates.